# La Société du spectacle (film)
Pour les articles homonymes, voir La Société du spectacle.
Pour plus de détails, voir Fiche technique et Distribution.
La Société du spectacle est un film français réalisé par Guy Debord, sorti en 1973. Ce film, selon la théorie du détournement développée par les situationnistes, se compose d'extraits d'autres œuvres mis en lien avec certains passages du livre du même nom, lus par lui-même. C'est le quatrième film de Debord.

## Synopsis
Dans ce film situationniste, Guy Debord développe une théorie de la spectacularisation de la société, qui tend à expliquer que cette dernière se trouve vidée de tout contenu existentiel intensif (c.-à-d. d'événements), où « le spectacle est une guerre de l'opium permanente pour faire accepter l'identification des biens aux marchandises et de la satisfaction à la survie augmentant selon ses propres lois ».

## Fiche technique
- Titre : La Société du spectacle
- Réalisation : Guy Debord
- Scénario : Guy Debord
- Montage : Martine Barraqué
- Assistante montage : Manoela Ferreira
- Chef opérateur pour le banc-titres : Antonis Georgakis
- Assistant opérateur au banc-titres : Philippe Delpont
- Assistants réalisateurs : Jean-Jacques Raspaud et Gianfranco Sanguinetti
- Documentaliste : Suzanne Schiffmann
- Ingénieur du son : Antoine Bonfanti
- Directeur de la production : Christian Lentretien
- Pays d'origine :  France
- Genre : essai
- Durée : 88 minutes